# Norbert W. Luft
Norbert W. Luft (* 8. September 1919 in Emmendingen; † 15. Januar 1997 in Kreuzlingen) war ein deutscher Chemiker. Er war von 1977 bis 1980 Rektor der Hochschule Konstanz, der heutigen Hochschule Konstanz Technik, Wirtschaft und Gestaltung.

## Leben
Norbert Luft studierte Chemie an der Technischen Hochschule Karlsruhe und der Johann Wolfgang Goethe-Universität Frankfurt, wo er 1941 als Diplom-Chemiker abschloss. Von 1943 bis 1953 war er verantwortlicher Mitarbeiter in der Raketenforschung, von 1952 bis 1963 Leiter in industriellen Forschungs- und Entwicklungsinstituten in England und Deutschland. Noch während dieser Zeit wurde er 1959 mit der Arbeit Zur Kinetik der Heterogen-Polymerisation von Olefinen in Frankfurt am Main zum Dr. phil. nat. promoviert. 1963 wurde er Dozent an der Fachhochschule Konstanz und 1974 ebendort Professor.
1977 wurde Luft in Nachfolge von Georg Schug Rektor der Hochschule Konstanz. Seine Hauptaufgabe war die Umsetzung des neuen Fachhochschulgesetzes mit der Verleihung der neuen Diplomgrade. 1980 gab Luft die Amtsgeschäfte an Olaf Harder ab.
Seine Forschungsgebiete waren Physikalische Chemie und chemische Verfahrenstechnik, insbesondere Hydroxylamin-Zersetzungsflammen sowie Kinetik und Mechanismus der Diazotierung. Er veröffentlichte mehrere wissenschaftliche Arbeiten zum Themenbereich. Einige Arbeiten wurden von Shell patentiert (CIPO-Patente 843928, 818655).
Luft war Mitglied der Karlsruher Burschenschaft Teutonia. Außerdem gehörte er der Johannisfreimaurerloge Tor zum Süden in Konstanz am Bodensee an.